# Cruiser Mk III
Tank, Cruiser, Mk III byl britský křižníkový tank užívaný na počátku druhé světové války.
V roce 1936 byly do Velké Británie zakoupeny dva tanky typu Christie, přičemž jejich koncepce a zejména podvozek byly na tehdejší dobu revoluční. O dva roky později začala společnost Nuffield vyrábět nový rychlý tank, jenž byl založen na podvozku Christie, který opustil tradiční koncepci napínacích kladek a sestával z pojezdových kol o velkém průměru. Korba Christieho tanku byla dvouplášťová, mezi jednotlivými plášti bylo uloženo vypružení jednotlivých kol tanku, díky čemuž byl tank rychlý a jízda v terénu byla klidná. Stejná koncepce byla přijata i v Sovětském svazu, ze které se odvíjela výroba tanků řady BT, později i legendární tank T-34.
Cruiser Tank Mk.III převzal z Christieho tanku vynikající podvozek, avšak korba tanku zůstala hranatá a byla plná pastí na granáty. Navíc pancéřování bylo spojováno nýty, což nebylo pro pasivní ochranu tanku dobré. V zadní části korby se nacházel upravený motor Liberty o solidním výkonu 340 hp. Podvozek typu Christie sestával na každé straně z napínacího kola vpředu, čtyřech pojezdových kol a hnacího kola vzadu. Články pásů však byly zhotoveny mnohem kratší, než tomu bylo u tanků s Christieho podvozkem typické. Na korbě byla posazena věž, která byla montována na tanky Cruiser Mk I, která se lišila pouze instalací kopule velitele. Celkem bylo vyrobeno 65 kusů tanku Cruiser Mk.III.
Cruisery Mk.III byly nasazeny na počátku 2. světové války ve Francii, později byly používány v severní Africe. V roce 1941 byly vyřazeny pro příliš slabé pancéřování a velkou mechanickou nespolehlivost.